# Kleine Luxemburger Schweiz

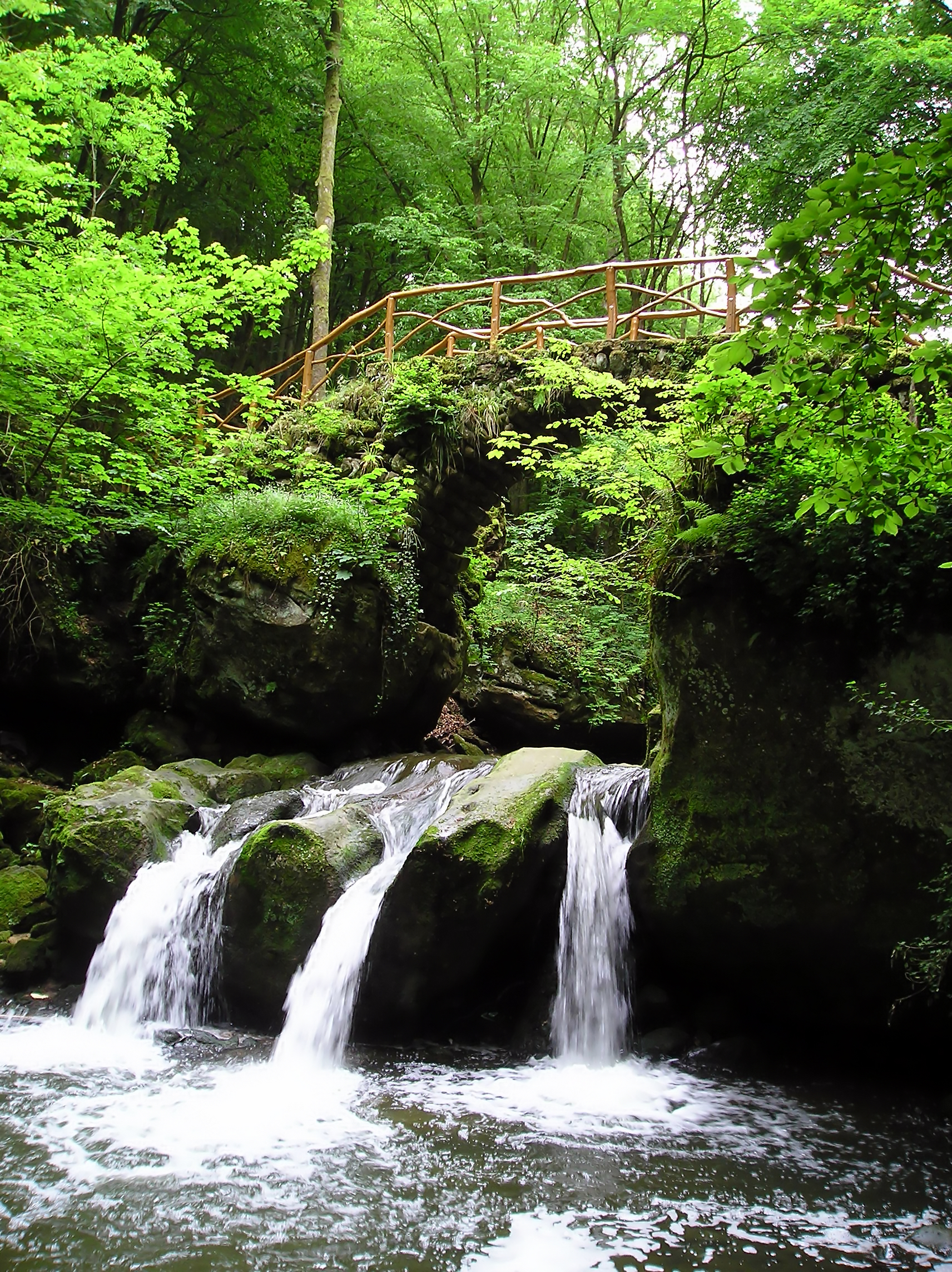
Der Schiessentümpel im Müllerthal

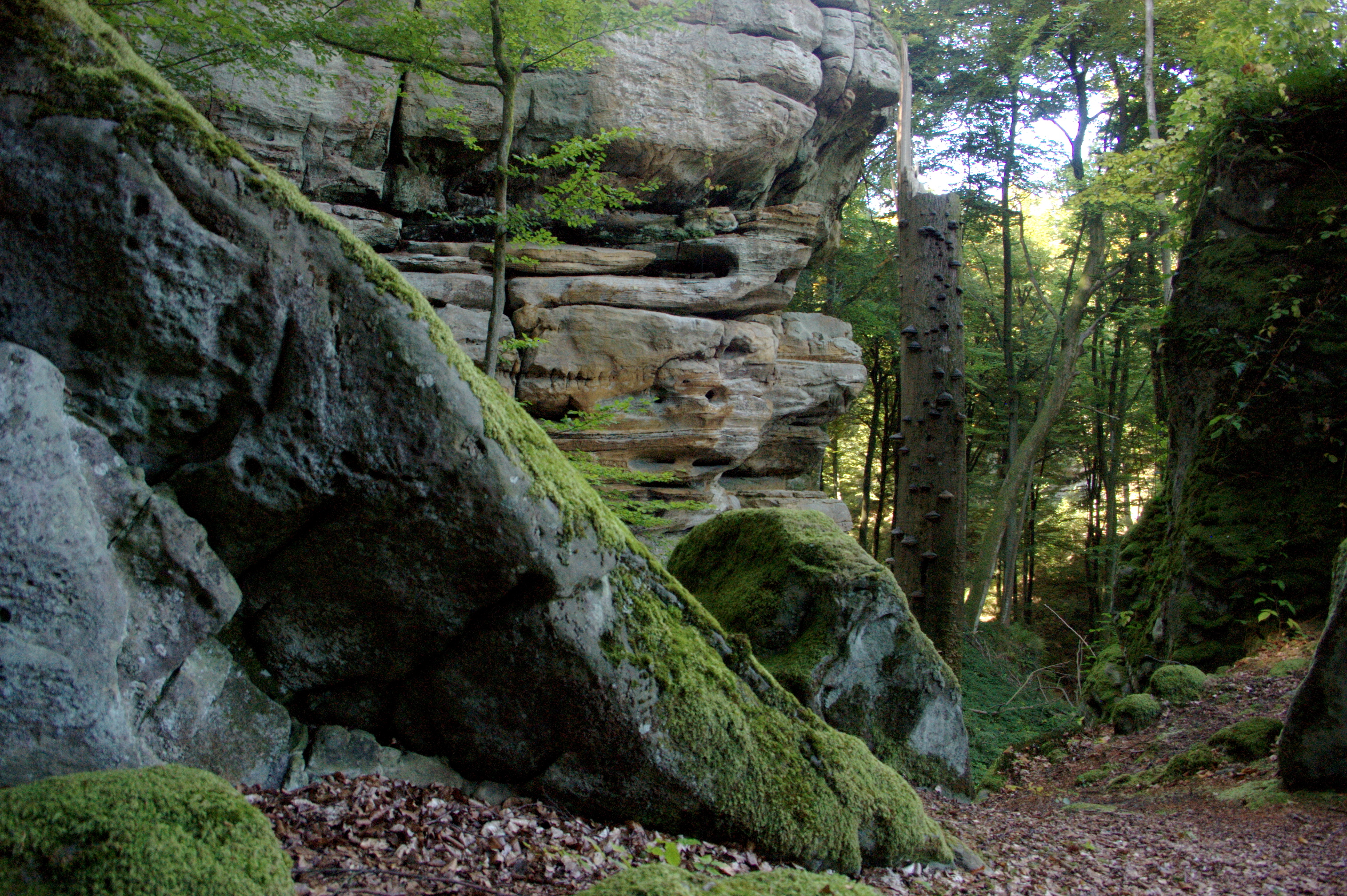
Naturnahe Landschaft des Müllerthals

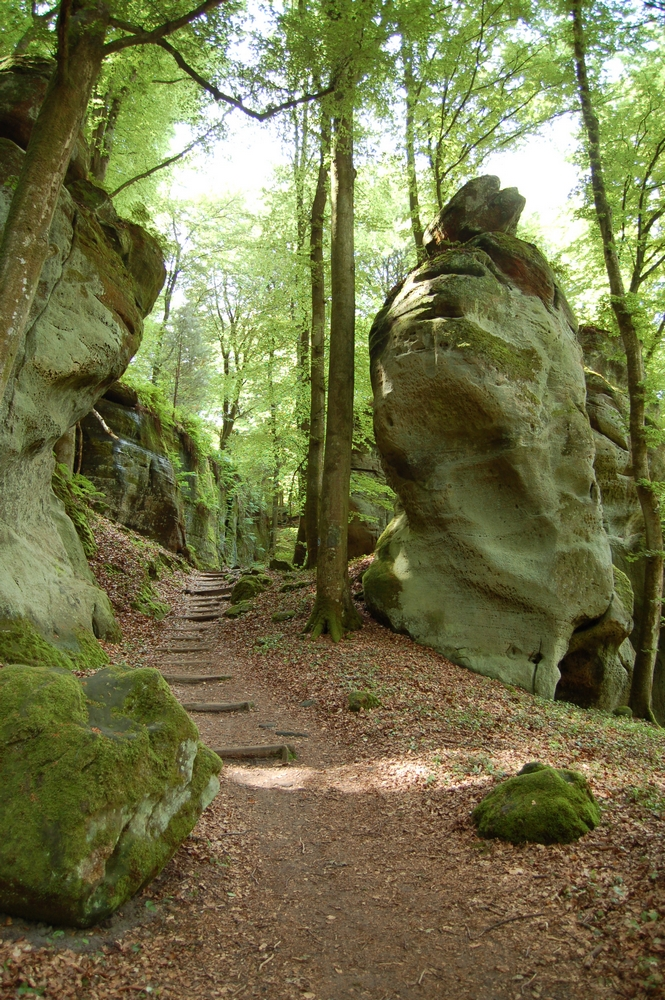
Eingang zum Labyrinth im Müllerthal

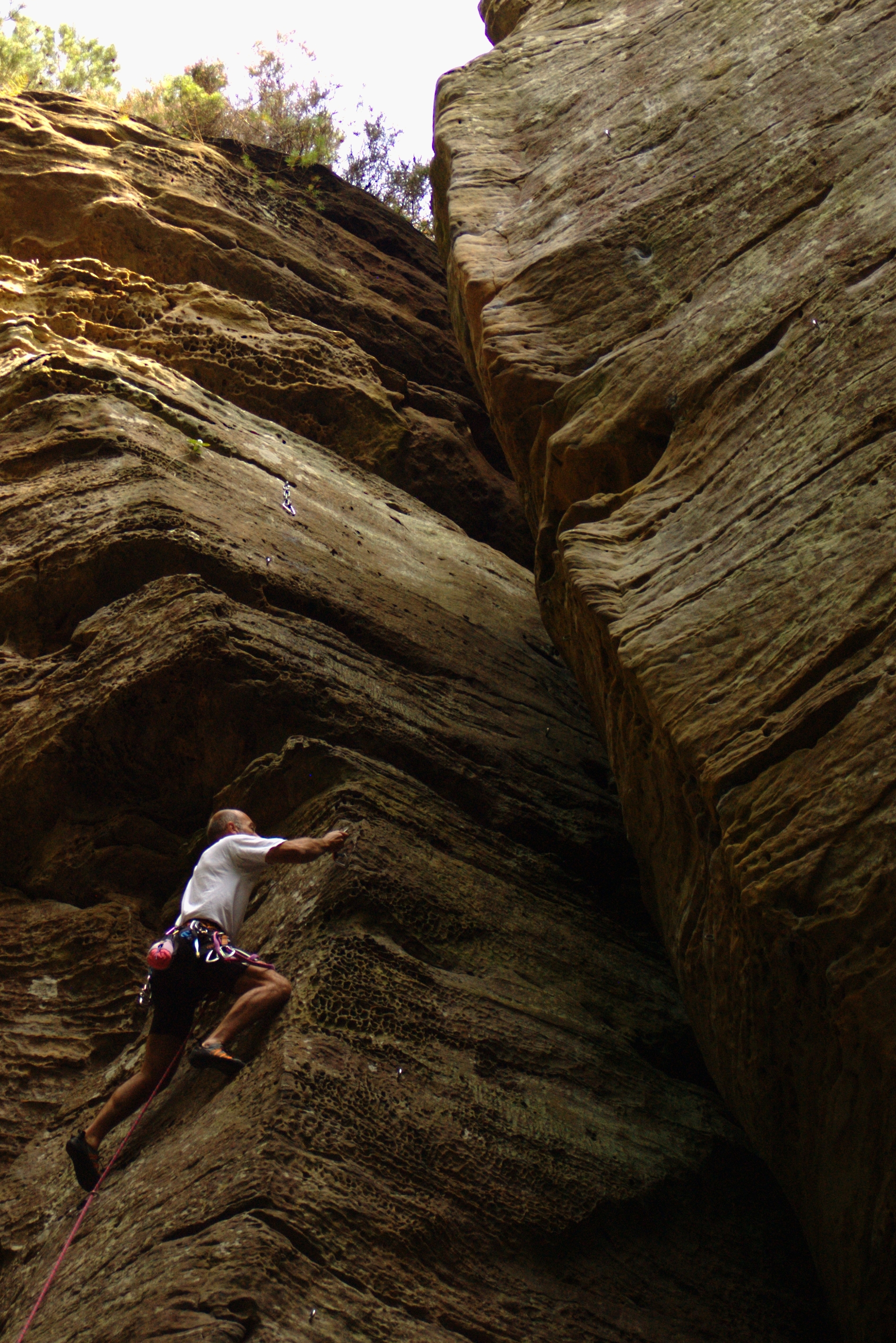
Ein Kletterer an den Sandsteinfelsen im Müllerthal

Die Kleine Luxemburger Schweiz oder Region Müllerthal (bzw. manchmal nur Müllerthal genannt) bezeichnet eine Gegend im Nordosten des Großherzogtums Luxemburg, welche unter anderem Echternach, Berdorf, Grundhof, Consdorf, Befort (frz. Beaufort) und Müllerthal (frz. Mullerthal) umfasst.
Ihren Namen verdankt sie den Sandsteinfelsen, welche durch Fließgewässererosion (Sauer, Schwarze Ernz) entstanden sind und bei Wander- und Kletterfreunden sehr beliebt sind. Die Gegend wird vom Mullerthal Trail durchquert, einem die Fels- und Bachlandschaften in drei Schleifen erschließenden Wanderweg von 112 km Gesamtlänge. Die Luxemburger Schweiz ist Teil des Deutsch-Luxemburgischen Naturparks.
Die LEADER-Region Müllerthal umfasst die sieben Gemeinden des Kantons Echternach (Echternach, Befort, Berdorf, Bech, Consdorf, Rosport-Mompach, Waldbillig) sowie die angeschlossenen Gemeinden Fischbach, Fels, Nommern, Heffingen und Reisdorf.
Die Bevölkerungszahl ist in den letzten vierzig Jahren um 50 % gestiegen, in den Gemeinden Befort und Fels sogar um 76 %. Landwirtschaftlich genutzt werden 57,7 % der Fläche, die Zahl der Betriebe ist jedoch stark rückläufig. Forstwirtschaftlich genutzt werden 38,5 %, wobei die Gemeinden Fels mit 61,7 %, Befort mit 53,9 %, Fischbach mit 52 % und Echternach mit 47,3 % Waldanteil an der Spitze liegen. Die Wirtschaftsstruktur ist durch Klein- und Mittelbetriebe geprägt; allein die Stadt Echternach verfügt über ein Industriegebiet, und nur Echternach, Befort und Fels bieten ein vollständiges Versorgungs- und Dienstleistungsangebot. Jugendherbergen gibt es in Befort, Fels und Echternach. Den Touristen stehen zahlreiche Wanderwege, Radwege und Picknickplätze zur Verfügung. Es finden sich keltische und römische Siedlungsspuren, Burgen in Befort und Fels sowie Schlösser in Fischbach, Meysemburg und Rosport. Die großen Veranstaltungen konzentrieren sich auf die Sommermonate, wie das internationale Festival „Klassische Musik“ in Echternach, „Art in Beaufort“ sowie „Biennale de Beaufort“. In Fels gibt es ein kleines Museum zur einstigen Textilindustrie. Berdorf verfügt über ein natürliches Amphitheater, das Amphitheater Breechkaul.